# Maximilian-Kolbe-Werk

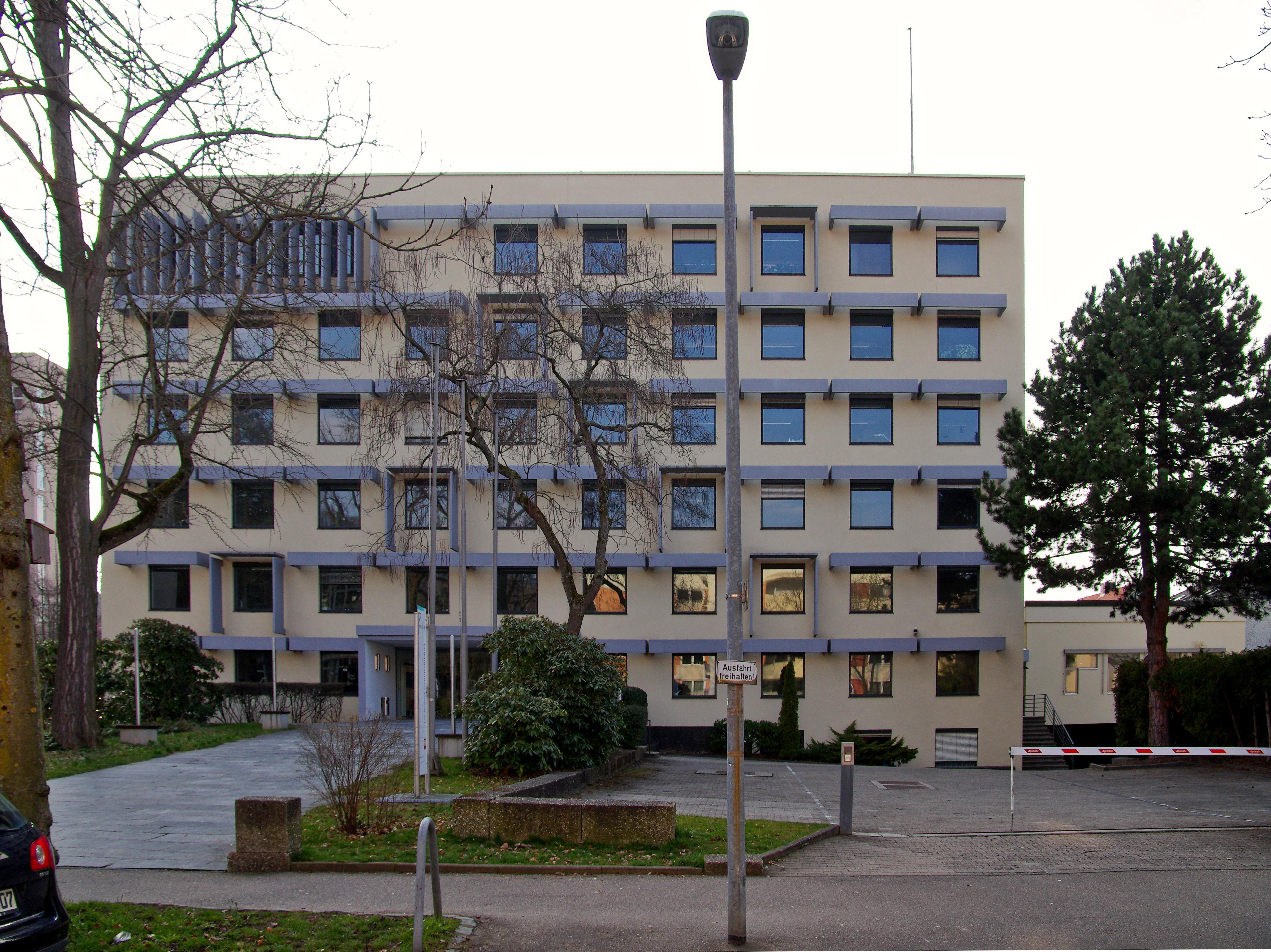
Maximilian-Kolbe-Werk im Caritasgebäude

Das Maximilian-Kolbe-Werk e. V. ist eine humanitäre Hilfsorganisation, die Hilfe für die Überlebenden der nationalsozialistischen Konzentrationslager und Ghettos leistet. Sitz des eingetragenen Vereins und der Geschäftsstelle ist Freiburg im Breisgau.

## Aufgabe
Verständigung und Versöhnung zwischen dem polnischen und dem deutschen Volk sowie die Aufgabe, ehemalige KZ- und Ghetto-Häftlinge aus Polen und anderen Ländern Mittel- und Osteuropas unabhängig von ihrer Religion, Konfession oder Weltanschauung zu unterstützen, sind seit den Anfängen Zweck und Anliegen des Maximilian-Kolbe-Werks.

## Entstehung und Namensgeber
1964 besuchte eine Gruppe von Christen der deutschen Sektion von Pax Christi das frühere Konzentrationslager Auschwitz. Sie begegneten dort ehemaligen Häftlingen, die am Rande der Armut lebten. Gesten der Wiedergutmachung und finanzielle Entschädigungsleistungen seitens der Bundesregierung waren zu dieser Zeit nicht in Sicht. Im Rahmen der Aktion „Solidaritätsspende“ entschloss sich Pax Christi Deutschland zu ersten Hilfsmaßnahmen in Form finanzieller Unterstützung als Ausdruck von Sympathie und Solidarität mit den KZ-Überlebenden.
Trotz schwierigster politischer Beziehungen zwischen Deutschland und Polen entstand daraus 1973, vorangetrieben von Alfons Erb, dem damaligen Vizepräsidenten von Pax Christi, das Maximilian-Kolbe-Werk durch gemeinsamen Beschluss des Zentralkomitees der deutschen Katholiken und 13 katholischer Verbände.
Mit der Wahl des Namenspatrons wurde ein klares Zeichen gegeben: Pater Maximilian Kolbe war in Polen schon damals sehr bekannt und verehrt.
Der 1894 geborene polnische Franziskaner-Minorit Maximilian Kolbe war Begründer der franziskanischen Klosterstadt Niepokalanów und errichtete das größte katholische Pressezentrum Polens. Obwohl seine publizistische Arbeit antisemitische Hetze verbreitete, und damit die Entstehungsvoraussetzungen des Holocaust schon früh unterfütterte, wurde Kolbe im Februar 1941 verhaftet, wahrscheinlich, weil seine Klosterstadt Niepokalanów zu dieser Zeit viele Flüchtlinge beherbergte, unter anderem auch bis zu 1.500 Juden. Im Ende wurde er ins KZ Auschwitz verbracht, in dem zu dieser Zeit vor allem nichtjüdische polnische Häftlinge interniert waren. Als Strafe für die Flucht eines Häftlings wurden dort Ende Juli 1941 zehn KZ-Insassen willkürlich ausgesucht und zum Tod im „Hungerbunker“ bestimmt. Maximilian Kolbe bot sich im Tausch für den katholischen Landsmann und Familienvater Franciszek Gajowniczek an. Nach zwei Wochen im Hungerbunker wurde der noch lebende Häftling Kolbe, mit der zu dieser Zeit noch typisch niedrigen Nummer 16.670, am 14. August 1941 durch eine Phenolspritze getötet und im Krematorium von Auschwitz verbrannt. Trotz unmenschlicher Behandlung im Lager habe der Missionar Kolbe seinen Mitgefangenen die Liebe gepredigt und zu trösten versucht. Als katholischer „Märtyrer der Liebe“ wurde er 1982 heiliggesprochen.

## Aktivitäten
Getragen vor allem durch private Spenden und vereinzelte Kollekten von Kirchengemeinden konnte das Maximilian-Kolbe-Werk bislang Hilfsprojekte für KZ- und Ghettoüberlebende in Höhe von mehr als 60 Millionen Euro durchführen.
Das Werk ist seit 2001 Träger des Spendensiegels des Deutschen Zentralinstituts für soziale Fragen (DZI) und gilt somit als förderungswürdig.

### Humanitäre Hilfe in Polen
Allein in Polen leben heute noch etwa 18.000 KZ-Überlebende. Das Maximilian-Kolbe-Werk steht den Betroffenen durch konkrete humanitäre Hilfe bei:
- jährlich Zuwendungen zwischen 150 und 600 Euro auf Antrag an etwa 1.500 Personen,
- Angebot fachlicher und finanzieller Unterstützung bei der häuslichen Pflege durch Krankenschwestern und sonstige Pflegekräfte,
- in Lodz und Krakau ärztliche Therapie- und Beratungszentren mit Ärzten aller Fachrichtungen,
- Ausleihstation für medizinische Hilfsmittel,
- jährlich etwa 500 Kurplätze sowie 150 Plätze für Alleinstehende über die Weihnachtsfeiertage und den Jahreswechsel,
- deutsche Ehrenamtliche besuchen jährlich rund 800 bettlägerige KZ-Überlebende in Polen.

### Selbsthilfenetz der KZ-Überlebenden in Polen
In fast allen der 49 früheren polnischen Woiwodschaften koordinieren KZ-Überlebende als Vertrauensleute die Hilfsangebote des Maximilian-Kolbe-Werks. Sie sind erste Ansprechpartner für ihre Kameraden und wichtige Multiplikatoren. Sie organisieren z. B. spezielle ärztliche Sprechstunden. In Lodz und Krakau betreuen sie die sozialmedizinischen Zentren, die auch als Treffpunkte und Beratungsstellen dienen.

### Humanitäre Hilfe in den Ländern der ehemaligen Sowjetunion
Seit 1992 erfolgt auch Unterstützung für KZ-Überlebende in Nachfolgestaaten der Sowjetunion. In die Ukraine, nach Russland, Belarus und ins Baltikum wurden 26 Hilfsgütertransporte durchgeführt. Dabei erhielten jeweils 1200 bis 1500 Menschen Geld- und Sachhilfen aus den Händen deutscher ehrenamtlicher Helfer. Seit 2002 sind an die Stelle der Hilfsgütertransporte Hilfs- und Begegnungsprojekte in den osteuropäischen Ländern getreten: Mitarbeiter des Maximilian-Kolbe-Werks begegnen KZ- und Ghettoüberlebenden auf zentralen Treffen und machen Hausbesuche bei Kranken. Alle Überlebenden erhalten eine finanzielle Unterstützung. Seit 2002 wurden solche Projekte in Moldawien, Russland und der Region um Kaliningrad, Belarus, Litauen, Lettland, Estland, in der Ukraine und in Kasachstan durchgeführt. Jährlich erfolgen Besuche in weiteren Regionen.

### Versöhnung durch Begegnung
Seit 1978 werden Erholungs- und Begegnungsaufenthalte für KZ- und Holocaust-Überlebende in Deutschland organisiert. Über 12.000 Einladungen sind seitdem erfolgt. Jährlich nehmen rund 400 Personen aus Polen und anderen Ländern Mittel- und Osteuropas an diesen von Ehrenamtlichen betreuten Aufenthalten teil.
Oft sind diese Besuche der erste Kontakt nach Kriegsende mit dem „Land der Täter“. Die Wiederbegegnung mit Deutschen, der deutschen Sprache und oft auch mit den Stätten des Leidens führt in vielen Fällen zu einer seelischen Befreiung. Bestandteil fast aller Begegnungsaufenthalte sind Besuche in Gemeinden und Schulen, wo viele der ehemaligen Häftlinge über ihre leidvollen Erfahrungen in den Konzentrationslagern sprechen.

### Zeitzeugen begegnen Schülerinnen und Schülern
Menschen, die in Konzentrationslagern unsäglich gelitten haben, geben ihre Erfahrungen an junge Menschen weiter. Neben den Schulbesuchen im Rahmen von Begegnungsaufenthalten lädt das Maximilian-Kolbe-Werk jährlich zahlreiche KZ- und Ghetto-Überlebende nach Deutschland ein, um in qualifizierten Schulprojekten gezielt das Gespräch mit Jugendlichen zu führen.

## Ehrenamtliches Engagement in Deutschland
In Deutschland engagieren sich rund 80 ehrenamtliche Helfer für die Aufgaben des Werkes. Uneigennützig und mit großem Einsatz von Zeit, Geld und Energie sind sie die Träger persönlicher Begegnung und Zuwendung und machen so die verschiedenen Initiativen des Maximilian-Kolbe-Werks erst möglich.

## Maximilian Kolbe Stiftung
2007 gründete das Maximilian-Kolbe-Werk mit Unterstützung der Deutschen und der Polnischen Bischofskonferenz die Maximilian-Kolbe-Stiftung, um Beiträge zur Weiterentwicklung der (kirchlichen) Versöhnungsarbeit in Europa zu leisten.

## Auszeichnungen
Im Jahr 2007 wurde das Maximilian-Kolbe-Werk mit dem Preis der Vereinigung Gegen Vergessen – Für Demokratie ausgezeichnet, 2008 mit dem Eugen-Kogon-Preis. Im Jahr 2009 wurde es für seine Zeitzeugenarbeit in Sachsen mit dem Preis Aktiv für Demokratie und Toleranz 2009 des Bündnisses für Demokratie und Toleranz ausgezeichnet. 2010 ging der Anton-Roesen-Preis des Diözesanrats der Katholiken im Erzbistum Köln an die Ehrenamtliche des Maximilian-Kolbe-Werks.

## Schriften
- Maximilian-Kolbe-Werk (Hrsg.): Fragt uns, wir sind die letzten... Zeugnisse von Überlebenden der Konzentrationslager und Ghettos. Maximilian-Kolbe-Werk, Freiburg 2003.
- Maximilian-Kolbe-Werk (Hrsg.): Ich war von Anfang an in Auschwitz... Erinnerungen von Michal Ziolkowski. Maximilian-Kolbe-Werk, Freiburg 2009.